# Cerithiopsis parvada
Cerithiopsis parvada is een slakkensoort uit de familie van de Cerithiopsidae. De wetenschappelijke naam van de soort werd voor het eerst geldig gepubliceerd in 2007 door Rolán, Espinosa & Fernández-Garcés.